# Station Konin Zachód
Station Konin Zachód is een spoorwegstation in de Poolse plaats Konin.